# غراوات
الغراوات (الاسم العلمي: Anthocharini)، قبيلة حشرات فراشية من حرشفيات الأجنحة وتتبع فصيلة الكرنبيات.